# Distrito de Buliisa
El distrito de Buliisa se localiza en la región norte del país africano de Uganda. Al igual que la gran mayoría de los distritos ugandeses, Bulisa debe su nombre a su ciudad capital, la ciudad de Buliisa
Su población se eleva al número de 113 161 personas (según las cifras otorgadas a Bulisa en el censo realizado en el año 2014), de la cual dos tercios de estas personas viven bajo el nivel de pobreza.